# Olivier Richters
Olivier Richters (nascut el 5 de setembre de 1989) és un culturista, actor i model neerlandès, a més de fundador i director general de Muscle Meat. Destaca per la seva imponent alçària de 218 cm i el seu físic, i fou el model de portada de l'edició holandesa de Men's Health el novembre de 2018, i tema d'un documentari de la revista. Va ser entrevistat a Good Morning Britain l'abril de 2019 on es va parlar dels seus futurs papers en el món de l'actuació, i va revelar que la seva inspiració era Richard Kiel, un actor de la seva mateixa alçària que havia encarnat el dolent Jaws en dues pel·lícules de la saga James Bond.
El 2021, Richters va actuar en la pel·lícula Black Widow amb el paper menor d'Ursa. També va actuar a The King's Man i Mr. Wain el 2021, i actuarà a Indiana Jones and the Dial of Destiny el 2023.
Richters també té el rècord de "culturista professional més alt", dotze centímetres més alt que Hafþór Júlíus Björnsson (The Mountain).

## Filmografia
| Encara no estrenada | Indica obres que encara no s'han estrenat |

| Any  | Títol                                 | Paper                    | Notes          |
| ---- | ------------------------------------- | ------------------------ | -------------- |
| 2018 | Ravers                                | Home del magatzem        |                |
| 2019 | Nailed                                | Iwan                     | Curtmetratge   |
| 2021 | Black Widow                           | Ursa                     |                |
| 2021 | Miami Heat                            | Olivier                  |                |
| 2021 | Mr. Wain                              | Journeyman Boxer         |                |
| 2021 | The King's Man                        | Huge Machine Shack Guard |                |
| 2023 | Indiana Jones and the Dial of Destiny | TBA                      | Post-producció |
| TBA  | Borderlands                           | Krom                     | Post-producció |

| Any  | Títol           | Paper  | Notes     |
| ---- | --------------- | ------ | --------- |
| 2020 | Gangs of London | Duncan | 1 episodi |

## Estil de vida
Degut a la seva talla, Richters manté un règim on ingereix 5.000 calories per filmar, i entre 6.500 i 7.000 per a la resta, en un període de 24 hores. La ingesta es reparteix en set àpats, un d'ells a les tres de la matinada, i consisteix en hidrats de carboni, arròs, fins a 1.000 grams de carns diverses i verdura, a més d'un batut de civada, fet de "grans de civada ultra-fins, barrejats amb una cullerada de proteïna de sèrum de llet.

## Salut
Richters va néixer amb Pectus excavatum, i els ossos creixien de manera que oprimien el múscul cardíac. Amb tomografia computada es va detectar que el cor era un 20% més petit del que li tocava. Se li va fer una intervenció on se li van trencar les costelles per permetre que el cor i els pulmons continuessin creixent, que fou possible perquè encara era molt jove, i li va millorar l'esperança de vida. Richters va necessitar sis mesos per recuperar-se (dos sota els efectes de la morfina, el tercer mes aprenent mobilitat bàsica-caminar, anar amb bicicleta i nedar- i al quart mes va tornar a aixecar peses).
Segons The Times, l'alçada de Richters és resultat del procés de creixement normal i no pateix de gegantisme, on un tumor afectaria la glàndula pituïtària, provocant un creixement anormal. Una prova d'ADN va revelar que és escandinau en un 48.2%, i això justificaria la seva alçada.